# 135991 Danarmstrong
135991 Danarmstrong este o planetă minoră (asteroid) din centura de asteroizi. A fost descoperită pe 31 octombrie 2002 la Las Cruces de David S. Dixon⁠(d). 
Obiectul prezintă o orbită caracterizată de o semiaxă mare de 2,6247252351451 UAi, o excentricitate de 0,18, o înclinație de 11,8 ° în raport cu ecliptica.